# XXIV Universiade
La XXIV Universiade estiva (กีฬามหาวิทยาลัยโลกฤดูร้อน 2007) si è tenuta a Bangkok, Thailandia, dal 7 al 18 agosto 2007.
La città ha una lunga tradizione nell'organizzazione di eventi sportivi, dato che vi si sono svolte ben tre edizioni dei Giochi Asiatici, nel 1966, nel 1970 e anche nel 1998.

## Programma

### Risultati
| Medagliere    | Medagliere | Medagliere | Medagliere |
| Nazione       |            |            |            |
| ------------- | ---------- | ---------- | ---------- |
| Cina          | 32         | 29         | 28         |
| Russia        | 28         | 27         | 39         |
| Ucraina       | 28         | 22         | 20         |
| Giappone      | 19         | 15         | 22         |
| Corea del Sud | 15         | 18         | 18         |
| Thailandia    | 13         | 7          | 10         |
| Germania      | 11         | 5          | 9          |
| Stati Uniti   | 10         | 10         | 14         |
| Taipei Cinese | 7          | 9          | 12         |
| Italia        | 6          | 6          | 9          |

## Le Universiadi

### Paesi  Partecipanti
| Africa                                                                          | Africa                                                                                 | Africa                                                                                     | Africa                                                                             |  |
| ------------------------------------------------------------------------------- | -------------------------------------------------------------------------------------- | ------------------------------------------------------------------------------------------ | ---------------------------------------------------------------------------------- |  |
| - Algeria - Camerun                                                             | - Egitto - Kenya                                                                       | - Marocco - Mozambico                                                                      | - Sudafrica - Uganda                                                               |  |
| Americhe                                                                        |                                                                                        |                                                                                            |                                                                                    |  |
| - Brasile - Canada                                                              | - Cuba - Messico                                                                       | - Porto Rico                                                                               | - Stati Uniti                                                                      |  |
| Asia                                                                            |                                                                                        |                                                                                            |                                                                                    |  |
| - Azerbaigian - Cina - Giappone - Kazakistan                                    | - Corea del Sud - Indonesia - India - Iran                                             | - Malaysia - Mongolia - Filippine - Corea del Nord                                         | - Thailandia - Taipei Cinese - Uzbekistan - Vietnam                                |  |
| Europa                                                                          |                                                                                        |                                                                                            |                                                                                    |  |
| - Armenia - Austria - Belgio - Bielorussia - Croazia - Cipro - Spagna - Estonia | - Finlandia - Francia - Regno Unito - Georgia - Germania - Grecia - Ungheria - Irlanda | - Israele - Italia - Lettonia - Moldavia - Montenegro - Paesi Bassi - Polonia - Portogallo | - Romania - Russia - Slovenia - Serbia - Svizzera - Slovacchia - Turchia - Ucraina |  |
| Oceania                                                                         |                                                                                        |                                                                                            |                                                                                    |  |
| - Australia                                                                     | - Nuova Zelanda                                                                        |                                                                                            |                                                                                    |  |

## Calendario
| ● | Cerimonia d'apertura | ● | Competizioni | ● | Finali | ● | Cerimonia di chiusura |

|                      | Data  | Data  | Data  | Data  | Data  | Data  | Data  | Data  | Data  | Data  | Data  | Data  |
| Sport                | 07.08 | 08.08 | 09.08 | 10.08 | 11.08 | 12.08 | 13.08 | 14.08 | 15.08 | 16.08 | 17.08 | 19.08 |
| -------------------- | ----- | ----- | ----- | ----- | ----- | ----- | ----- | ----- | ----- | ----- | ----- | ----- |
| Cerimonie            |       | ●     |       |       |       |       |       |       |       |       |       | ●     |
| Ginnastica artistica |       |       | ●     | ●     | ●     | ●     |       |       |       |       |       |       |
| Atletica leggera     |       |       | ●     | ●     | ●     | ●     | ●     | ●     |       |       |       |       |
| Badminton            |       |       | ●     | ●     | ●     | ●     | ●     | ●     | ●     |       |       |       |
| Basket               | ●     | ●     | ●     | ●     |       | ●     | ●     | ●     | ●     | ●     | ●     | ●     |
| Tuffi                |       |       |       |       |       |       | ●     | ●     | ●     | ●     | ●     | ●     |
| Scherma              |       |       |       |       | ●     | ●     | ●     | ●     | ●     | ●     |       |       |
| Calcio               | ●     |       | ●     |       | ●     |       | ●     |       | ●     |       | ●     |       |
| Golf                 |       |       |       |       |       |       |       | ●     | ●     | ●     | ●     |       |
| Jūdō                 |       |       |       |       |       |       | ●     | ●     | ●     | ●     | ●     |       |
| Ginnastica ritmica   |       |       |       |       |       |       |       |       | ●     | ●     | ●     |       |
| Tiro                 |       |       |       | ●     | ●     | ●     | ●     |       |       |       |       |       |
| Softball             |       |       |       |       | ●     | ●     | ●     |       | ●     | ●     | ●     |       |
| Nuoto                |       |       | ●     | ●     | ●     | ●     | ●     | ●     |       |       |       |       |
| Ping pong            |       |       |       | ●     | ●     | ●     | ●     | ●     | ●     | ●     |       |       |
| Taekwondo            |       |       | ●     | ●     | ●     | ●     | ●     |       |       |       |       |       |
| Tennis               |       |       | ●     | ●     | ●     | ●     | ●     | ●     | ●     | ●     |       |       |
| Pallavolo            |       |       | ●     | ●     | ●     | ●     | ●     | ●     | ●     | ●     | ●     | ●     |
| Pallanuoto           |       |       |       | ●     | ●     | ●     |       | ●     | ●     | ●     | ●     |       |

## Impianti
| - Youth Center - Pallacanestro, Pallavolo - Stadio, Kasetsart University - Calcio - Stadio Nazionale Supachalasai - Calcio - Stadio Nimibut - Pallacanestro - Stadio, Ramkhamheang University - Calcio - Sports Authority of Thailand - Palazzetto dello sport Huamark - Pallavolo - Stadio Rajamangala - Calcio - Clay Target Range - Tiro - Shooting Range - Tiro - The National Tennis Development Center - Tennis - Water Mill Golf and Gardens - Golf - Srinakharinwirot University - Stadio acquatico - Pallanuoto - Palazzetto dello Sport - Pallacanestro - Stadio - Calcio - Stadio del Softball - Softball - Ongkharak - Watermills Golf & Gardens - Golf | - Marcia - Impact Muang Thong Thani - Ginnastica artistica, Pallavolo, Tennistavolo, Scherma - Centro sportivo Giovanni Paolo II, Assumption University - Pallavolo - Stadio, Bangkok University - Calcio - Stadio, Rajamangala University of Technology, Thanyaburi - Calcio - Università Thammasat, campus di Rangsit - Centro Acquatico - Tuffi - Palazzetto dello Sport - Pallacanestro, Pallavolo, Badminton, Jūdō, Taekwondo - Stadio - Atletica - Campo di Softball - Softball - Piscina - Nuoto |

## Processo di selezione

La mascotte dell'Universiade di Bangkok 2007

Bangkok fu votata dal Comitato Esecutivo della FISU come la città organizzatrice dell'Universiade 2007 durante il meeting di Trieste del 14 gennaio 2003.
Le altre città candidate erano:
- Saskatoon, Canada , che ritirò la propria candidatura il 16 dicembre 2002 [1]
- Kaohsiung, Taiwan
- Poznań, Polonia
- Monterrey, Messico